# Процес 193-х
«Процес 193-х» — суд над учасниками «ходіння в народ».

## Історія
Відбувся в Особливій присутності Правительствуючого Сенату (Петербург) 18 (30) жовтня 1877 — 23 січня (4 лютого) 1878. Найбільший політичний процес в царській Росії. Головні обвинувачені: І. М. Мишкін, Д. М. Рогачов, П. І. Войнаральський, С. П. Ковалик. По процесу судилися також А. І. Желябов, С. Л. Перовська, М. О. Морозов, М. П. Сажин, М. Ф. Грачевський, Л. Е. Шишко, М. Д. Муравський, Ф.В. Волховський Л. О. Тихомиров, А. В. Якимова, М. Р. Ланганс, брати Жебуньови та ін. Серед підсудних було 38 жінок. Число заарештованих у справі 193-х перевищувало 4 тис. Багато хто з них відбув декілька років попереднього одиночного ув'язнення. До початку процесу 97 осіб померли або з'їхали з глузду. Підсудні були учасниками не менше 30 різних (головним чином пропагандистських) гуртків. Проте майже всі вони (177 ос.) звинувачувалися в організації єдиного «злочинного співтовариства» з метою державного перевороту. Аби полегшити розправу над підсудними, суд розділив їх на 17 груп для розгляду справи. У відповідь 120 підсудних намагались бойкотувати суд.
Центральною подією «П. 193-х» була промова Мишкіна, який обґрунтував революційну програму народників. Захисниками на суді виступали В. Д. Спасович, Д. В. Стасов, П. А. Александров, Г. В. Бардовський, О. Л. Боровиковський, В. М. Герард, Є. І. Утін і ін. Вони багато в чому сприяли збільшенню політичного значення процесу. Для підтримки звинувачення були викликані 472 свідки. Не у силах довести сфабриковане звинувачення суд виніс вирок дуже м'який порівняно до того, на який розраховував уряд: з 190 підсудних (троє померли в час процесу), 90 були виправдані і лише 28 засуджені до каторги. Проте Олександр II санкціонував адміністративну висилку для 80 ос. з числа виправданих судом. Перед відправкою на каторгу і в заслання 24 засуджених передали на волю «Заповіт» з революційним закликом. «Заповіт» засуджених, промова Мишкіна, звіти про засідання суду зробились зброєю революційної агітації. Поряд з ін. судовими процесами 1877—78 «П. 193-х» прискорив перехід народників від анархістської аполітичності до політичної боротьби з самодержавством. Матеріали процесу (головним чином промова Мишкіна) обійшли світову пресу і збудили інтерес і симпатії широкої міжнародної громадськості до російського визвольного руху.

## Засуджені до заслання і каторги
1. Аверкієва (Прушакевич) Є. І. (1850 — після 1904) — заслання в Сибір;
2. Аїтов І. О. (н. 1846) — зараховано попереднє ув'язнення, засланий в Усть-Сисольськ;
3. Брешко-Брешковська К. К. (1844—1934) — 5 років каторги;
4. Ваховська В. І. (1855—1929)  — зараховано попереднє ув'язнення, заслана в Подольску губернію.
5. Войнаральський П. І. (1844—1898) — 10 років каторги;
6. Волховський Ф. В. (1846—1914) — заслання в Сибір;
7. Добровольський І. І. (1848 — після 1934) — 9 років каторги;
8. Ємельянов Н. І. (1852—1904) — заслання в Сибір;
9. Жебуньов С. О. (1849—1924) — заслання в Сибір;
10. Жилинський М. П. (1835—1877) — помер під час суду;
11. Зарубаєв С. П. (род. 1848) — заслання в Сибір;
12. Іванова С. А. (1856—1927) — заслання;
13. Квятковський Т. О. (1852 — після 1898) — 9 років каторги;
14. Ковалик С. П. (1846—1926) — 10 років каторги;
15. Костюрин В. Ф. (1853—1919) — заслання в Сибір;
16. Купреянов М. В. (1853—1878) — заслання;
17. Ларіонов П. Ф. (1852—1878) — заслання в Сибір;
18. Лермонтов Ф. Н. (1847—1878) — заслання;
19. Лешерн фон Герцфельд С. О. (1842—1898) — заслання;
20. Ліванов О. І. (1850—1909) — заслання в Сибір;
21. Лукашевич О. О. (1855 — після 1907) — заслання в Сибір;
22. Макаревич П. М. (1851 — після 1903) — заслання в Сибір;
23. Мейер В. Я. (1851—1884) — заслання;
24. Муравский М. Д. (1838—1879) — 10 років каторги;
25. Мишкін І. М. (1848—1885) — 10 років каторги;
26. Осташкін В. О. (1854 — після 1903) — заслання в Сибір;
27. Рабинович М. А. (1857—1885) — заслання в Сибір;
28. Рогачов Д. М. (1851—1884) — 10 років каторги;
29. Сабелькин В. І. (1857—1877) — помер під час суду;
30. Сажин М. П. (1845—1934) — 5 років каторги;
31. Синьогуб С. С. (1851—1907) — 9 років каторги;
32. Скворцов Н. І. (н. 1851) — заслання в Сибір;
33. Союзов І. Й. (1846—1904) — 9 років каторги;
34. Стаховський В. А. (1851—1917) — заслання в Сибір;
35. Стопане С. А. (1857—1902) — заслання в Сибір;
36. Супинська Є. В. (1853—1879) — заслання;
37. Тетельман Л. А. (1850—1877) — помер під час суду;
38. Чарушин М. А. — 9 років каторги;
39. Чернявський І. М. (н. 1850) — заслання в Сибір;
40. Чудновський С. Л. (1849—1912) — заслання в Сибір;
41. Шишко Л. Е. — 9 років каторги;